# Уитмонт, Эдвард
Эдвард Кристофер Уитмонт (англ. Edward Christopher Whitmont; 1912, Вена — 21.09.1998, Коннектикут) — американский психоаналитик-юнгианец и врач-гомеопат. Доктор медицины.

## Биография
Степень доктора медицины получил на медфаке Венского ун-та в 1936 году, где изучал писхологию Адлера и Юнга. В 1938 году от нацистов эмигрировал в США. Родители его погибли в Освенциме.
Увлёкся гомеопатией после знакомства с гомеопатом Элизабет Райт Хаббард, у которой учился в 1940-х годах. Он также затем сотрудничал с Maesimund Panos.
Уитмонт ездил в Швейцарию для встречи с Карлом Густавом Юнгом и состоял с ним в переписке.
Один из основателей Международной ассоциации аналитической психологии и Нью-йоркского института Юнга.
Супруга, четверо сыновей и две дочери.
Автор ряда книг, в том числе по гомеопатии.
Его книгу «The Symbolic Quest» (1969) называют первой посвящённой практическому применению теории Юнга в терапевтике.
Книги
- «The Symbolic Quest» (Princeton: Princeton University Press, 1969, 1991) «В поисках символа»
- «Psyche and Substance: Essays on Homeopathy in the Light of Jungian Psychology» (Berkeley: North Atlantic Books, 1980, 1982, 1991) «Психика и материя»
- «Return of the Goddess» (1982) «Возвращение Богини»